# مریلین میلر

مریلین میلر (انگلیسی: Marilyn Miller; ۱ سپتامبر ۱۸۹۸ – ۷ آوریل ۱۹۳۶) یک هنرپیشه اهل ایالات متحده آمریکا بود.
او در فیلم سانی بازی کرده‌است.